# Secretaria de Estado de Saúde do Distrito Federal
| Secretaria de Estado de Saúde do Distrito Federal                                     |                                     |
| SRTVN – 701 Norte – Via W5 Norte, lote D CEP: 70.719-040 https://www.saude.df.gov.br/ |                                     |
| Atual secretária                                                                      | Lucilene Maria Florêncio de Queiroz |
| Orçamento                                                                             | R$ 7 bilhões (2024)                 |

A Secretaria de Estado de Saúde do Distrito Federal, é o órgão distrital responsável pelos assuntos relacionados à saúde no Distrito Federal. Suas principais funções são organizar e elaborar planos e políticas públicas voltados para a promoção, prevenção e assistência à saúde. Outra função da secretaria é dispor de condições para proteger e recuperar a saúde dos cidadãos, reduzindo e controlando as taxas de doenças, tanto endêmicas quanto parasitárias, melhorando, desse modo, a vigilância à saúde e dando uma maior qualidade de vida aos moradores do Distrito Federal.

### Missão
"Garantir ao cidadão acesso universal à saúde mediante atenção integral e humanizada."

### Visão
"Ser um sistema de saúde que a população conheça, preze e confie, sendo excelência e referência na atenção integral à saúde, apresentando os melhores indicadores de saúde do país."

### Valores
Compromisso, ética, humanização, respeito e valorização do servidor são os principais valores que a Secretaria de Estado de Saúde preza.

## Organização
Desde 14 de dezembro de 2018, com o Decreto nº 39.546, a estrutura da SES passou a ter a seguinte organização:

### Administração Central
1. Secretaria-Adjunta de Assistência em Saúde
2. Secretaria-Adjunta de Gestão em Saúde
3. Gabinete
4. Assessoria Jurídico-Legislativa
5. Fundo de Saúde do Distrito Federal - FSDF
6. Controladoria Setorial da Saúde
7. Subsecretaria de Vigilância à Saúde
8. Subsecretaria de Atenção Integral à Saúde
9. Subsecretaria de Planejamento em Saúde
10. Subsecretaria de Administração Geral
11. Subsecretaria de Gestão de Pessoas
12. Subsecretaria de Logística Em Saúde
13. Subsecretaria de Infraestrutura Em Saúde
14. Subsecretaria de Compras e Contratações - SUCOMP

### Superintendências de Regiões de Saúde[4]
1. Superintendência da Região de Saúde Central
2. Superintendência da Região de Saúde Centro-sul
3. Superintendência da Região de Saúde Oeste
4. Superintendência da Região de Saúde Sul
5. Superintendência da Região de Saúde Sudoeste
6. Superintendência da Região de Saúde Norte
7. Superintendência da Região de Saúde Leste

### Unidades de Referência Distrital
Essas unidades concentram processos de atendimento de enorme complexidade e têm como característica dar suporte para todas as redes de especialidades específicas, sendo subordinadas a administração central, a qual garante a gestão estratégica de serviços que são referência para os cidadãos do Distrito Federal.
1. Hospital Materno Infantil
2. Hospital de Apoio de Brasília
3. Hospital São Vicente de Paulo
4. Complexo Regulador em Saúde do Distrito Federal
5. Hospital da Criança de Brasília
6. Hospital de Base do Distrito Federal

### Órgãos Vinculados
- Conselho de Saúde do Distrito Federal - CSDF[5]
- Colegiado de Gestão - CIB
- Conselho de Alimentação Escolar do Distrito Federal - CAE/DF[6][7]
- Fundação Hemocentro de Brasília - FHB
- Fundação de Ensino e Pesquisa em Ciência da Saúde - FEPECS

## Subsecretarias
| Subsecretarias                                    | Subsecretário (a)                 |
| ------------------------------------------------- | --------------------------------- |
| SUAG - Subsecretaria de Administração Geral       | Gláucia Maria Menezes da Silveira |
| SAIS - Subsecretaria de Atenção Integral à Saúde  | Bianca Souza Lima                 |
| SUGEP - Subsecretaria de Gestão de Pessoas        | João Eudes Filho                  |
| SULOG - Subsecretaria de Logística em Saúde       | Maurício Gomes Fiorenza           |
| SINFRA - Subsecretaria de Infraestrutura em Saúde | Leonidio Pinto Neto               |
| SUPLANS - Subsecretaria de Planejamento em Saúde  | Rodrigo Vidal da Costa            |
| SVS - Subsecretaria de Vigilância à Saúde         | Fabiano Dos Anjos Pereira Martins |
| SUCOMP - Subsecretaria de Compras e Contratações  | Victor Ribeiro da Costa           |

### SUAG - Subsecretaria de Administração Geral
É a unidade responsável por planejar e controlar as ações de contratação de bens e serviços, gestão de patrimônio e gestão documental; assim como propor normas complementares relacionadas à administração geral, respeitada a orientação definida pelos órgãos centrais do Poder Executivo.
Também compete a esta subsecretaria apoiar as Superintendências da Região de Saúde e Unidades de Referência Distrital no planejamento e desenvolvimento de ações voltadas para a qualificação da gestão na sua área de competência.
Ainda é de responsabilidade do setor participar do processo de planejamento em saúde e planejamento orçamentário, como monitorar e avaliar a execução orçamentária relacionada à sua área de competência; acompanhar e avaliar os indicadores, metas e resultados da estratégia.

### SAIS - Subsecretaria de Atenção Integral à Saúde
É a unidade responsável por planejar, dirigir, coordenar, avaliar e apoiar a implementação das ações e serviços de saúde nos níveis de atenção primária, secundária e hospitalar, no contexto de redes de atenção à saúde, com o desenvolvimento de programas de promoção, proteção e recuperação da saúde.
Também cabe à subsecretaria planejar, monitorar e avaliar o desenvolvimento dos projetos referentes à aquisição de equipamentos médico-hospitalares, incorporação de tecnologia e elaboração de protocolos clínicos; assim como participar da formulação e implementação das políticas de atenção integral à saúde e de redes assistenciais, em consonância com os princípios e diretrizes do SUS.

#### Coordenações
1. Coordenação de Atenção Secundária e Integração de Serviços – COASIS, tendo como coordenadora Juliana Queiroz Araújo, promove Atenção Ambulatorial Secundária (AASE) e a integração de serviços no âmbito da Secretaria de Estado da Saúde do Distrito Federal. Coordena o planejamento em saúde e o planejamento orçamentário na AASE, na Enfermagem e na Saúde Mental, em consonância com as diretrizes da SES/DF. Possui três diretorias vinculadas à COASIS: Diretoria de Atenção Secundária e Integração de Serviços (DASIS); Diretoria de Enfermagem (DIENF); e Diretoria de Serviços de Saúde Mental (DISSAM),
2. Coordenação de Atenção Primária à Saúde- COAPS, tendo como coordenadora Sandra Araújo de França, tem como objetivo da coordenação é melhorar a qualidade da prestação de serviços, reduzir as barreiras de acesso a diferentes níveis de atenção e integrar ações e serviços no mesmo nível do sistema de saúde e no território do Distrito Federal,
3. Coordenação de Atenção Especializada à Saúde – CATES, tendo como coordenadora Juliana Leão Silvestre de Souza, tem como função a Gerência de Serviços de Atenção Domiciliar, Internação, Terapia Intensiva, Apoio aos Serviços de Urgência e Emergência, Serviços Cirúrgicos e Serviços de Apoio Diagnóstico,
4. Coordenação de Elaboração, Monitoramento e Avaliação de Compras e Contratações Assistenciais, tendo como coordenadora Ana Maria de Faria Nunes, e como função, a gerência de Planejamento e Organização dos Serviços Assistenciais, Elaboração dos Instrumentos de Compras e Contratações, Monitoramento da Execução de Contratos Assistenciais,  Avaliação Técnica-Assistencial dos Contratos de Gestão e de Resultados e de Avaliação Técnica-Assistencial de Contratos Assistenciais Complementares

### SUGEP - Subsecretaria de Gestão de Pessoas
É a unidade responsável por planejar e controlar as ações de administração de pessoal, de planejamento e de gestão da força de trabalho, assim como propor normas complementares relacionadas à gestão de pessoas da Secretaria. Ainda compete a esta subsecretaria apoiar as ações de inovação no desenvolvimento de pessoas e na educação permanente; coordenar as ações de segurança, higiene e medicina do trabalho.

### SULOG - Subsecretaria de Logística em Saúde
É a unidade responsável por planejar e coordenar as ações da cadeia de suprimentos relacionadas a programação, recebimento, armazenamento, distribuição e dispensação de medicamentos, insumos para a saúde e materiais de almoxarifado. Ainda compete a esta subsecretaria propor normas complementares sobre a organização e funcionamento das atividades de sua área de competência.

### SINFRA - Subsecretaria de Infraestrutura em Saúde
É a unidade responsável por planejar e controlar as ações de: obras e serviços de infraestrutura predial, manutenção de equipamentos médico-hospitalares, laboratoriais, odontológicos, manutenção de equipamentos para hotelaria, manutenção de veículos oficiais, serviços de apoio operacional, no âmbito da Secretaria e de acordo com a legislação vigente.
Também cabe a esta subsecretaria propor normas complementares sobre a organização e funcionamento das atividades de sua área de competência, assim como coordenar o processo de consolidação das demandas relacionadas às aquisições e manutenções em sua área de competência.

### SVS - Subsecretaria de Vigilância à Saúde
Unidade responsável por planejar, coordenar, acompanhar e avaliar ações e serviços de Vigilância Epidemiológica, Sanitária, Ambiental, Laboratorial e de Saúde do Trabalhador, em consonância com as diretrizes do SUS; formular políticas, diretrizes e normatizações de Vigilância em Saúde no âmbito do Distrito Federal. Também compete à subsecretaria planejamento e coordenação de educação, comunicação e mobilização social no âmbito da Vigilância em Saúde; coordenar as ações relativas à promoção da Saúde, à prevenção e ao controle de doenças e outros agravos à Saúde no Distrito Federal.

#### Diretorias
1. Diretoria de Vigilância Sanitária – DIVISA, tendo como diretor André Godoy Ramos a DIVISA tem como função coordenar as ações da vigilância sanitária no território do Distrito Federal, seguindo as normas e orientações da ANVISA.[10][11]
2. Diretoria de Vigilância Epidemiológica – DIVEP, tendo como diretora Juliane Maria Alves Siqueira Malta, sua área de atuação consiste em realizar ações de vigilância que proporcionam o conhecimento, a detecção e a identificação de qualquer mudança nos fatores determinantes e condicionantes da saúde individual e coletiva ocasionadas por diversos fatores: doenças transmissíveis, não transmissíveis e agravos. A finalidade dessas ações é recomendar e adotar medidas de prevenção e controle das doenças e agravos à população.
3. Diretoria de Vigilância Ambiental – DIVAL, tendo como diretora Kênia Cristina de Oliveira, a diretoria atua com o objetivo de conhecer e detectar as mudanças nos fatores determinantes e condicionantes do meio ambiente que interferem na saúde humana[12][13], com finalidade de recomendar e adotar medidas de prevenção e controle dos fatores de riscos e das doenças ou agravos relacionados à variável ambiental.[14]
4. Diretoria do Laboratório Central de Saúde Pública – LACEN, tendo como diretora Grasiela Araújo da Silva, tem como função básica realizar o diagnóstico laboratorial oportuno, seguro e rápido a fim de contribuir para o controle epidemiológico e sanitário de uma população. No cumprimento de suas funções, ainda realiza diagnósticos clínicos e epidemiológicos a partir de amostras oriundas de pacientes suspeitos de doenças. As análises realizadas no LACEN-DF podem ter caráter fiscal e de orientação sobre os produtos e serviços de interesse em Vigilância Sanitária. Essas análises visam verificar a ocorrência de desvios de qualidade de produtos (alimentos, medicamentos, cosméticos, saneantes e produtos para a saúde).[15]
5. Diretoria de Saúde do Trabalhador – DISAT, tendo como diretora Elaine Faria Morelo, atua seguindo os princípios, as diretrizes e as estratégias a serem observados pelas três esferas de gestão do Sistema Único de Saúde (SUS), para o desenvolvimento da atenção integral à Saúde do Trabalhador,  visando a promoção e a proteção da saúde dos trabalhadores e a redução da morbimortalidade decorrente dos modelos de desenvolvimento e dos processos produtivos.[16][17]

### SUPLANS - Subsecretaria de Planejamento em Saúde
É a unidade responsável por planejar e controlar ações relacionadas à gestão estratégica orientada para resultados e à inovação da gestão pública, no âmbito da Secretaria de Saúde. A esta subsecretaria cabe a função de propor normas complementares sobre a organização e funcionamento de atividades relativas ao planejamento, orçamento e desenvolvimento organizacional da Secretaria, respeitadas as orientações definidas pelos órgãos centrais do Poder Executivo.
Ainda é função da SUPLANS coordenar o processo de elaboração e realizar o acompanhamento e a avaliação do orçamento anual e plurianual da Secretaria e suas reformulações, como também coordenar o processo de sistematização de dados e informações estratégicas da Secretaria.

### SUCOMP - Subsecretaria de Compras e Contratações
É a unidade responsável pela gestão das compras direcionadas à SES-DF além da gestão de contratações de pessoal.